# Военно-промышленный комплекс Украины
Военно-промышленный комплекс Украины — совокупность научно-исследовательских, испытательных организаций и производственных предприятий Украины, которые выполняют разработку, производство и постановку на вооружение военной и специальной техники, амуниции, боеприпасов как для вооружённых сил Украины, так и на экспорт.
В ходе вторжения России на Украину, по сообщениям блогеров и СМИ, украинскому ВПК был нанесён крайне значительный урон: часть предприятий прошли процедуру банкротства, полностью остановили свою деятельность в результате полученных повреждений или перешли под контроль ВС РФ. Кроме того, о значительной части предприятий отсутствуют упоминания за время боевых действий. Также серьёзный урон по ВПК Украины наносят удары по энергетической инфраструктуре. 

## История
После провозглашения независимости Украины на территории Украины осталось около 17 % от военно-промышленного комплекса СССР (в общей сложности, примерно 2000 предприятий и организаций, в которых работало свыше 700 тыс. человек), однако уже к началу 1997 года количество работников ВПК сократилось более чем на 50 %.
В 2010 году был создан государственный концерн «Укроборонпром», в состав которого вошла большая часть компаний военно-промышленного комплекса Украины.
Наличие советского оборудования и технической документации позволило продолжить выпуск комплектующих к находившейся на вооружении технике советского производства. Кроме того, начались работы по модернизации и созданию новых образцов вооружения и техники.
В некоторых случаях работы оказались неудачными (в качестве примера можно привести корветы проекта 58250 и ОТРК «Сапсан»); в ряде других случаях разработки остались на уровне единичных или малосерийных образцов (пистолет-пулемёт «Эльф», автомат Вепр, бронеавтомобиль Дозор-Б), однако часть проектов была запущена в серийное производство (бронетранспортёры БТР-3 и БТР-4, танк БМ «Оплот», ПТРК «Стугна-П» и др.).
После 22 февраля 2014 года Украина прекратила военно-техническое сотрудничество с Россией, что привело к остановке совместных украинско-российских проектов (в частности, Ан-70 и Ан-148). В то же время, работы по развитию военной промышленности активизировались, в разработку и производство продукции военного назначения включаются частные предприятия и компании (в качестве примера можно привести бронемашины «Барс», выпуск которых освоила корпорация «Богдан»).
В это же время страна становится получателем оружия, военной техники и иного военного имущества по программам военной помощи, а также начинает закупки за рубежом (в их номенклатуре — стрелковое оружие, БМП-1 и др.).
13 декабря 2017 года Канада разрешила экспорт оружия на Украину.
18 октября 2018 года США отменили эмбарго на поставки оружия Украине.
31 марта 2022 года советник главы офиса президента Украины Алексей Арестович заявил, что в ходе боевых действий России была практически уничтожена украинская военная промышленность.

## Реализация продукции

### Гособоронзаказ Украины
В 2018 году объём гособоронзаказа Украины запланирован в объёме 21,3 млрд гривен (около 800 млн долл.). Приоритетными направлениями гособоронзаказа на 2018 год обозначено обеспечение Вооружённых сил ракетной и бронетанковой техникой, средствами РЭБ, средствами ПВО, БПЛА и антиснайперскими системами.

### Экспорт
По оценке Стокгольмского института исследования проблем мира (SIPRI), по итогам 2014—2018 годов Украина заняла 12-е место среди стран мира по объёму экспорта вооружений с долей в мировом экспорте 1,3 %; основными импортёрами вооружений из Украины за тот период были Китай (27 %), Россия (23 %) и Таиланд (14 %)..
По данным SIPRI, в 2016 году Украина экспортировала военную технику на сумму $528 млн, из которых техника ВВС — $196 млн, техника сухопутных войск — $145 млн, двигатели — $168 млн, ракеты — $19 млн.
По данным «Укроборонпрома», объём экспорта вооружений и продукции военного и специального назначения предприятиями концерна в 2016 году составил 756 млн долл.

## Предприятия
По состоянию на начало 2018 года, в выпуске продукции военного назначения и комплектующих для ней участвовали 447 предприятий Украины.

### Предприятия авиастроения и авиаремонта
- ГП «410-й завод гражданской авиации»
- ГП «Казенное предприятие специального приборостроения „Арсенал“»
- ГП «Винницкий авиационный завод»
- ГП «Закарпатское вертолётное производственное объединение»
- ГП «Запорожский государственный авиационный ремонтный завод „МиГремонт“»
- ГП «Запорожское машиностроительное конструкторское бюро „Прогресс“ имени академика А. Г. Ивченко»
- ГП Конотопский авиаремонтный завод «Авиакон»
- ГП «Красиловский агрегатный завод»
- ГП «Луганский авиационный ремонтный завод»
- ГП «Луцкий ремонтный завод «Мотор»
- ГП «Львовский государственный авиационно-ремонтный завод»
- ГП Научно-исследовательский институт «Буран»
- ГП «Николаевский авиаремонтный завод»
- ГП «Новатор»
- ГП «Одесский авиационный завод»
- ГП «Опытно-конструкторское бюро авиации общего назначения»
- ГП Киевский завод «Радиоизмеритель»
- ООО «Радионикс»
- ГП «Ремонтный завод радиотехнического оборудования»
- ГП «Тячевский завод „Зенит“»
- ГП «Украинская авиационная транспортная компания»
- ОАО «Украинский научно-исследовательский институт авиационной технологии»
- ЗАО «Фазотрон-Украина»
- ГП Харьковский машиностроительный завод «ФЭД»
- ГП «Харьковское агрегатное конструкторское бюро»
- ГП «Чугуевский авиационный ремонтный завод»
- Государственное производственно-техническое предприятие «Южавиапромналадка» (г. Запорожье)

### Предприятия судостроения и морской техники
- ГП «Киевский научно-исследовательский институт гидроприборов»
- ГП «Киевский ремонтный завод «Ремдизель»»
- ГП «Киевский судостроительно-судоремонтный завод»
- ПАО Завод «Кузница на Рыбальском»
- ГП «Исследовательско-проектный центр кораблестроения»
- ГП "Научно-производственный комплекс газотурбостроения «Зоря»-«Машпроект»
- ГП «Николаевский судостроительный завод»
- ГП Херсонский государственный завод «Паллада»

### Предприятия радиолокационной техники, ПВО и связи
- ГП «Центральный ремонтный завод средств связи»
- ГП «2-й ремонтный завод средств связи»
- ГП «Житомирский ремонтный завод радиотехнического оборудования»
- ГП Киевский государственный завод «Буревестник»
- ОАО Киевский завод «Радар»
- ГП «Львовский научно-исследовательский радиотехнический институт»
- ГП «Львовский радиоремонтный завод»
- ГП «Научно-исследовательский институт „Квант“»
- ГП «Научно-исследовательский институт радиолокационных систем „Квант-Радиолокация“»
- ГП Казенное предприятие «Научно-производственный комплекс «Искра»»
- ГП «Оризон-Навигация»
- ЗГП «Радиоприбор»
- СКБ «Молния»
- Одесский завод «Нептун»
- ООО «Телекарт-прибор»
- ОАО Тернопольский радиозавод «Орион»
- ГАХК «Топаз» (г. Донецк)[13]

### Предприятия бронетанковой, автомобильной и специальной техники
- Казенное предприятие «Змиевский ремонтный энергомеханический завод»
- Казенное предприятие «Харьковское конструкторское бюро по двигателестроению»
- Казенное предприятие «Харьковское конструкторское бюро по машиностроению им. А. А. Морозова»
- ГП «482-й конструкторско-технологический центр МО Украины»
- ГП «99-я автомобильная ремонтная база»
- ГП «Завод им. В. А. Малышева»
- ГП «Житомирский бронетанковый завод»
- ГП «Киевский бронетанковый завод»
- ГП «Львовский бронетанковый завод»
- ГП «Николаевский бронетанковый завод»
- ГП «Николаевский ремонтно-механический завод»
- ГП «Харьковский бронетанковый завод»
- ГП «Харьковский завод специальных машин»
- ГП «Каменец-Подольская автомобильная ремонтная база»
- ГП «Запорожский автомобильный ремонтный завод»
- ГП «Киевский автомобильный ремонтный завод»
- ГП «Львовский автомобильный ремонтный завод»
- ГП «Одесский автомобильный ремонтный завод»
- ГП «Ровенский автомобильный ремонтный завод»
- ГП «Харьковский автомобильный ремонтный завод»
- ГП «Черкасский автомобильный ремонтный завод»
- ЗАО «Лозовский кузнечно-механический завод»
- ОАО "Научно-производственное объединение «Киевский завод автоматики»
- Кременчугский автомобильный завод
- Киевский завод «Стройдормаш»

### Предприятия ракетно-артиллерийского вооружения и боеприпасов
- Государственный НИИ химических продуктов
- ГП «Балаклейский ремонтный завод»
- ГП «Государственное Киевское конструкторское бюро «Луч»» (Киев)
- ГП «Знаменская ремонтная база»
- ГП «Конструкторское бюро «Артиллерийское вооружение»»
- ГП Компания «Артем»[14] (Киев)
- ГП «Научно-производственный комплекс «Прогресс»»
- ГП «Шепетовский ремонтный завод»
- Донецкий казенный завод химических изделий
- Жулянский машиностроительный завод «Визар»
- Казенное предприятие «Шосткинский казённый завод «Звезда»» (Шостка)
- Казенное предприятие «Шосткинский казенный завод «Импульс»»
- Львовский государственный завод «ЛОРТА» (Львов)
- НТК «Завод точной механики»
- Украинский научно-исследовательский конструкторско-технологический институт эластомерных материалов и изделий
- Химическое казенное объединение имени Г. И. Петровского
- КБ «Артиллерийское вооружение» (Киев)

### Производители стрелкового оружия
- НПП «Валар»
- ООО «Зброяр»
- ОАО «Завод „Маяк“»
- Научный центр точного машиностроения
- НПО «Форт»

### Производители средств индивидуальной защиты и снаряжения
- Институт проблем материаловедения им. И. Н. Францевича
- Институт сверхтвёрдых материалов имени В. Н. Бакуля
- НПП «Темп-3000»

### Прочие
- Центральное конструкторское бюро «Ритм»
- ГП «45-й экспериментальный механический завод»
- ГП «63-й котельно-сварочный завод»
- ГП «171-й военный завод»
- ГП «277-й центральный завод по ремонту электротехнических средств» (г. Нежин)
- ГП «464-й военный завод»
- ГП «732-й военный завод»
- Завод «Бета», г. Гайсин
- Жмеринский завод «Сектор»
- ГП «Изюмский приборостроительный завод»
- НПФ «Имкас»
- ООО «Хамонд»[15]
- Киевская военно-картографическая фабрика
- ГП «Киевский завод «Генератор»»
- ОАО «Завод «Коннектор»»
- ОАО «Завод «Меридиан» им. С. П. Королёва»
- ГП «Микротек»
- ГП «Производственное объединение „Карпаты“»
- «Спаринг-ВИСТ Центр»
- Тернопольское государственное научно-техническое предприятие «Проминь»
- ГП «Научно-производственный комплекс „Фотоприбор“»
- ГП «Харьковский механический завод»
- Мукачевский завод «Точприбор»
- Черкасский государственный завод химических реактивов
- Черниговский завод радиоприборов
- Электрон
- Эротрон

## Выпускаемая и проектируемая техника
| Название             | Фото  | Тип                | Статус                | Разработчики                                              | Производители                | Произведено           | Примечания                                              |
| Танки                | Танки | Танки              | Танки                 | Танки                                                     | Танки                        | Танки                 | Танки                                                   |
| -------------------- | ----- | ------------------ | --------------------- | --------------------------------------------------------- | ---------------------------- | --------------------- | ------------------------------------------------------- |
| БМ «Ятаган»          |       | Танк               | Разработка            | КБ ХКБМ им. Морозова                                      | КБ ХКБМ им. Морозова         | 1                     |                                                         |
| БМ «Оплот»           |       | Танк               | Серийное производство | ХКБМ                                                      | Завод имени Малышева         | >50                   | -                                                       |
| Бронетранспортёры    |       |                    |                       |                                                           |                              |                       |                                                         |
| БТР-3                |       | БТР                | Серийное производство | ХКБМ                                                      | Киевский бронетанковый завод | >300                  | -                                                       |
| БТР-4                |       | БТР                | Серийное производство | ХКБМ                                                      | Завод имени Малышева         | >120                  | -                                                       |
| Бронеавтомобили      |       |                    |                       |                                                           |                              |                       |                                                         |
| Казак-2              |       | Бронеавтомобиль    | Серийное производство | НПО «Практика»                                            | НПО «Практика»               | >100                  | -                                                       |
| Ракетные комплексы   |       |                    |                       |                                                           |                              |                       |                                                         |
| Гром                 |       | ОТРК               | Разработка            | КБ «Южное»                                                | ГАХК «Артём»                 | 1 пусковая установка  | -                                                       |
| Нептун               |       | Крылатая ракета    | Серийное производство | ГККБ «Луч»                                                |                              | > 1 комплекса         | -                                                       |
| Стугна-П             |       | ПТРК               | Серийное производство | ГККБ «Луч»                                                | ГККБ «Луч»                   | >200 ПТРК >3000 ракет | -                                                       |
| Летательные аппараты |       |                    |                       |                                                           |                              |                       |                                                         |
| Spectator            |       | БПЛА               | Серийное производство | ООО «Политеко Аэро» КПИ ЧАРЗ                              | ОАО «Меридиан»               | >50                   | Первый БПЛА украинского производства, поступивший в ВСУ |
| Горлица              |       | БПЛА               | Разработка            | Антонов                                                   |                              | -                     | -                                                       |
| Артиллерия           |       |                    |                       |                                                           |                              |                       |                                                         |
| М120-15 «Молот»      |       | Миномёт            | Серийное производство |                                                           | Маяк                         | >120                  | -                                                       |
| Барс-8ММК            |       | самоходный миномёт | Опытная эксплуатация  |                                                           |                              | 7                     | -                                                       |
| 2С22 «Богдана»       |       | Самоходная гаубица | Серийное производство |                                                           |                              | >90+                  | -                                                       |
| Корабли              |       |                    |                       |                                                           |                              |                       |                                                         |
| Гюрза-М              |       | Бронекатер         | Производство          | Казённый исследовательско-проектный центр кораблестроения | Кузница на Рыбальском        | 7                     | -                                                       |